# 張本 (成化進士)
張本（1437年—1508年），字孟端，浙江杭州府錢塘縣（今浙江省杭州市），明朝政治人物，成化進士，弘治間官至江西巡撫。

## 生平
早年出身國子生，中浙江鄉試第二名举人。成化十一年（1475年）登乙未科進士。授南京工部營繕司主事。成化二十年（1484年），升都水司郎中。成化二十二年（1486年），任襄陽府知府。弘治二年（1489年），為青州府知府。弘治八年（1495年），為江西吉安府知府。弘治十三年（1500年），升廣東右參政。弘治十五年（1502年），為湖廣布政司右布政使，次年升都察院右副都御史，巡撫江西。正德三年（1508年）卒。

## 家族
曾祖父張用明。祖父張富。父亲張恭。